# Acute psychotische stoornis
Acute psychotische stoornis is een vorm van psychose die een beperkte tijd duurt (een dag tot een maand). Gedurende deze tijd treden hallucinaties en wanen op, is de spraak onsamenhangend (snel overgaan op andere onderwerpen of vreemde associaties) en is het gedrag in ernstige mate gedesorganiseerd.
In sommige gevallen is niet na te gaan wat de oorzaak van de stoornis is. In andere gevallen volgend de symptomen direct op een aanwijsbare oorzaak. In dit laatste geval spreekt men ook wel over een acute reactieve psychose. Deze kan bijvoorbeeld optreden bij vrouwen die recent zijn bevallen.
In de differentiaaldiagnose moet worden uitgesloten dat de symptomen het gevolg zijn van een breder ziektebeeld, zoals stemmingsstoornis met psychotische kenmerken, schizoaffectieve stoornis of schizofrenie. Ook moet worden onderzocht of de symptomen zijn psychotische stoornis door middelengebruik (bv. drugs of medicijnen) of een psychotische stoornis door een somatische aandoening.